# سیارک ۷۵۱۵
سیارک ۷۵۱۵ (به انگلیسی: 7515 Marrucino، نامگذاری:1986EF5) هفت هزار و پانصد و پانزدهمین سیارک کشف شده‌است که در ۵ مارس ۱۹۸۶ کشف شد.
قدر مطلق سیارک برابر ۲۵.۷ است.